# Comté de Stevens (Washington)
Pour les articles homonymes, voir Comté de Stevens.
Le comté de Stevens, en anglais : Stevens County, est un comté de l'État américain de Washington. Il est situé dans le nord-est de l'État, sur la frontière canado-américaine. Fondé le 20 janvier 1863, son siège est la ville de Colville. Selon le recensement des États-Unis de 2010, sa population était de 40 066 habitants, estimée, en 2018, à  45 260 habitants.

## Comtés adjacents
|                  |                  |                       |
| Comté de Ferry   | comté de Stevens | Comté de Pend Oreille |
| Comté de Lincoln |                  | Comté de Spokane      |

## District régionaladjacent
- Kootenay Boundary, Colombie-Britannique

## Économie
- Ancienne mine d'uranium de Midnite.

## Démographie
Lors du recensement de 2010, le comté comptait une population de 43 531 habitants. Elle est estimée, en 2018, à 45 260 habitants.

Pyramide des âges du comté de Stevens (Washington) (2000).